# Bratislav Petković
Bratislav Petković, cyr. Братислав Петковић (ur. 26 września 1948 w Belgradzie, zm. 9 maja 2021 tamże) – serbski reżyser teatralny, dramatopisarz, kolekcjoner, działacz kulturalny i polityk, w latach 2012–2013 minister kultury i informacji.

## Życiorys
W 1972 ukończył studia na wydziale sztuk dramatycznych Akademii Sztuk w Belgradzie (ze specjalizacją w zakresie reżyserii teatralnej). Dołączył do teatru dramatycznego w Belgradzie, pracując w nim jako reżyser, wystawiając m.in. napisane przez siebie sztuki. Pełnił funkcję wiceprezesa stowarzyszenia zrzeszającego serbskich dramatopisarzy. Stał się rozpoznawalny także dzięki kolekcjonowaniu zabytkowych pojazdów. Był dyrektorem muzeum motoryzacji w Belgradzie, zorganizowanym dzięki jego kolekcji.
Zaangażował się również w działalność polityczną, dołączając w 2010 do Serbskiej Partii Postępowej. W czerwcu 2012 został doradcą prezydenta Serbii. Miesiąc później objął stanowisko ministra kultury i informacji w rządzie Ivicy Dačicia. Odszedł z tej funkcji w wyniku rekonstrukcji gabinetu w 2013.